# Cardenal anyil amazònic
El cardenal anyil amazònic (Cyanoloxia rothschildii) és un ocell de la família dels cardinàlids (Cardinalidae).

## Hàbitat i distribució
Habita la selva pluvial de l'Amazònia occidental.